# LGBT

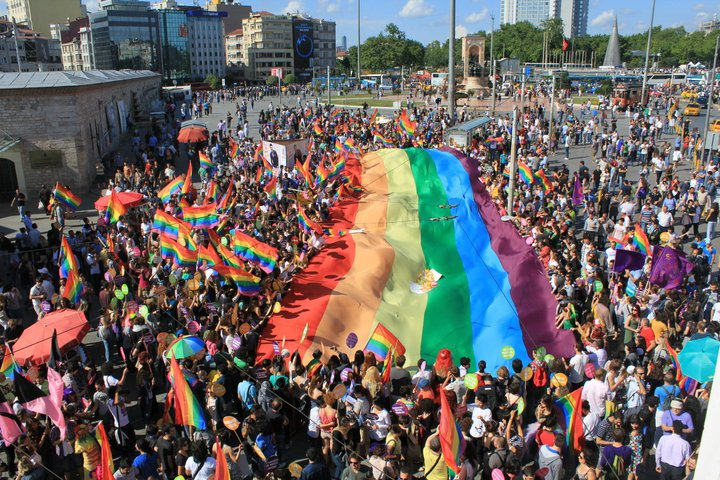
Una marcia dell'orgoglio LGBT a Istanbul, in Turchia.

Il termine LGBT (acronimo di lesbiche, gay, bisessuali e transgender), in uso fin dagli anni '90, è usato per indicare la comunità di persone non eterosessuali o non cisgender dalla fine degli anni '80, in quanto molti trovavano che il termine comunità gay non rappresentasse accuratamente tutti coloro a cui si riferiva. L'acronimo è diventato un'autodesignazione convenzionale ed è stato adottato dalla maggior parte dei centri sociali e media basati su orientamento sessuale e identità di genere.
L'acronimo LGBT ha lo scopo di porre enfasi alla diversità delle culture affini a questo mondo e, a volte, è usato per riferirsi a chiunque non sia eterosessuale e/o cisgender, nonostante l'acronimo nella sua forma base includa soltanto i gruppi degli omosessuali, dei bisessuali e delle persone transgender. Per riconoscere questa inclusione, una popolare variante aggiunge la lettera Q per chi si identifica come queer o questioning («in dubbio [sulla propria identità]»), creando la sigla LGBTQ, registrata fin dal 1996. Alcune persone intersessuali preferiscono l'uso dell'acronimo esteso LGBTI. Altri combinano i due acronimi e usano il termine LGBTQI. Più genericamente si può usare l'acronimo LGBT+, inglobando più realtà allo stesso tempo. Un'ulteriore estensione recente è LGBTQIA+, in cui viene aggiunta la A di asessuale, aromantico o agender.
Il fatto che qualcuno si identifichi apertamente o meno all'interno della comunità può dipendere dal vivere in un ambiente discriminatorio, così come dalla condizione dei diritti LGBT dove vive.

## Storia
Fino alla rivoluzione sessuale degli anni sessanta non c'era una terminologia generalmente riconosciuta per descrivere la non-eterosessualità, che non avesse un significato spregiativo (ad esempio sodomiti). Un possibile termine correlato era "terzo sesso", che risale agli anni sessanta del XIX secolo, ma non prese mai piede negli Stati Uniti.
Il primo termine ampiamente utilizzato, omosessuale, prese inizialmente delle connotazioni negative e fu sostituito prima da "omofilo" e poi dall'americano gay (una paretimologia diffusasi negli Stati Uniti sfruttando il termine come acronimo inverso come slogan durante le manifestazioni) negli anni settanta. Anche il termine minoranza sessuale iniziò ad essere usato negli anni sessanta da Lars Ullerstam come un'analogia con il termine minoranze etniche per le persone non bianche.
Quando le lesbiche hanno forgiato la loro propria identità, l'espressione "gay e lesbica" divenne più comune. Le Daughters of Bilitis si divisero nel 1970 sulla direzione su cui concentrarsi: femminismo o diritti LGBT. In quanto l'uguaglianza era una priorità per le femministe lesbiche, la disparità di ruoli tra uomini e donne o butch and femme erano considerate patriarcali. Le femministe lesbiche rifuggivano i ruoli di genere, che erano pervasivi nei bar, così come nel maschilismo avvertito degli uomini gay; molte femministe lesbiche si rifiutavano di lavorare con uomini gay o di abbracciare le loro cause.
Le lesbiche che avevano una visione più essenzialista sull'essere nate omosessuali e che usavano il termine "lesbica" per riferirsi all'attrazione sessuale, spesso consideravano le opinioni separatiste e piene di rabbia delle femministe lesbiche dannose per la causa dei diritti gay. Questo fu presto seguito da persone bisessuali e transgender che cercavano anch'esse riconoscimento come legittime categorie nella comunità estesa.

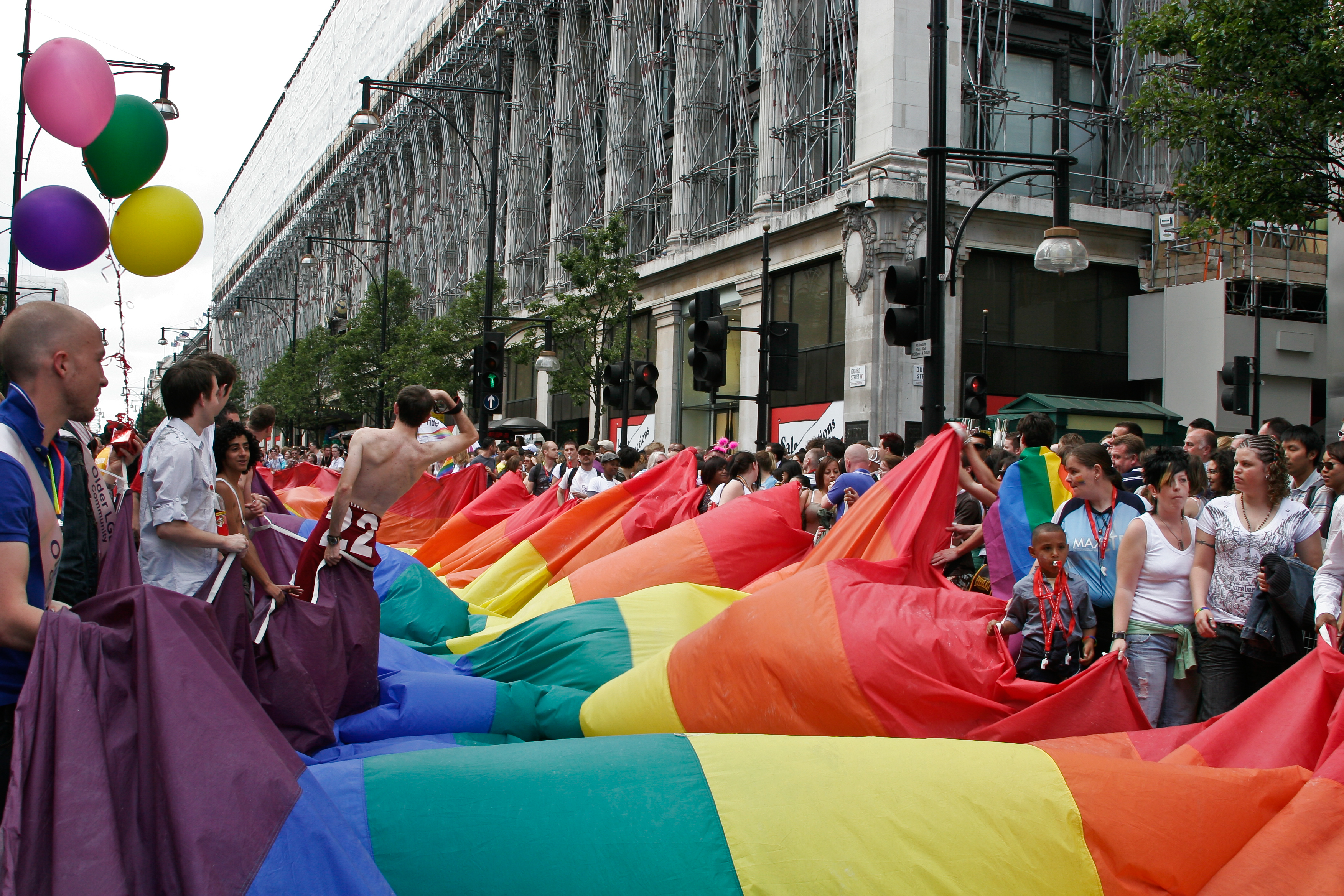
La bandiera arcobaleno durante una manifestazione

Dopo che l'euforia iniziale dei Moti di Stonewall si esaurì, nei tardi anni settanta e primi anni ottanta, ci fu un cambiamento di percezione; alcuni gay e lesbiche divennero meno accoglienti nei confronti di persone bisessuali o transgender. Si pensava che le persone transgender mettessero in atto stereotipi e che le persone bisessuali fossero semplicemente uomini gay o donne lesbiche che avevano paura di fare coming out ed essere onesti sulla loro identità. Ogni comunità ha lottato per sviluppare la propria identità, incluso se e come allinearsi con altre comunità basate su genere e sessualità, a volte escludendo altri sottogruppi; questi conflitti continuano fino a oggi.
Il termine "LGBT" è stato sempre più comune dalla metà degli anni novanta sino ad oggi; è divenuto così tradizionale che è stato adottato dalla maggior parte dei centri di comunità per lesbiche, gay, bisessuali e transgender e dalla stampa nella maggior parte delle nazioni dove si parla inglese. Nell'ottobre 2004, la compagnia mass media, PlanetOut Inc., che possiede i domini PlanetOut.com e Gay.com, ha scelto LGBT come suo ticker symbol, quando è stato elencato sullo scambio del NASDAQ dopo un IPO di successo. Fin qui è rimasto principalmente un termine scritto, piuttosto che un termine di conversazione.

## Varianti

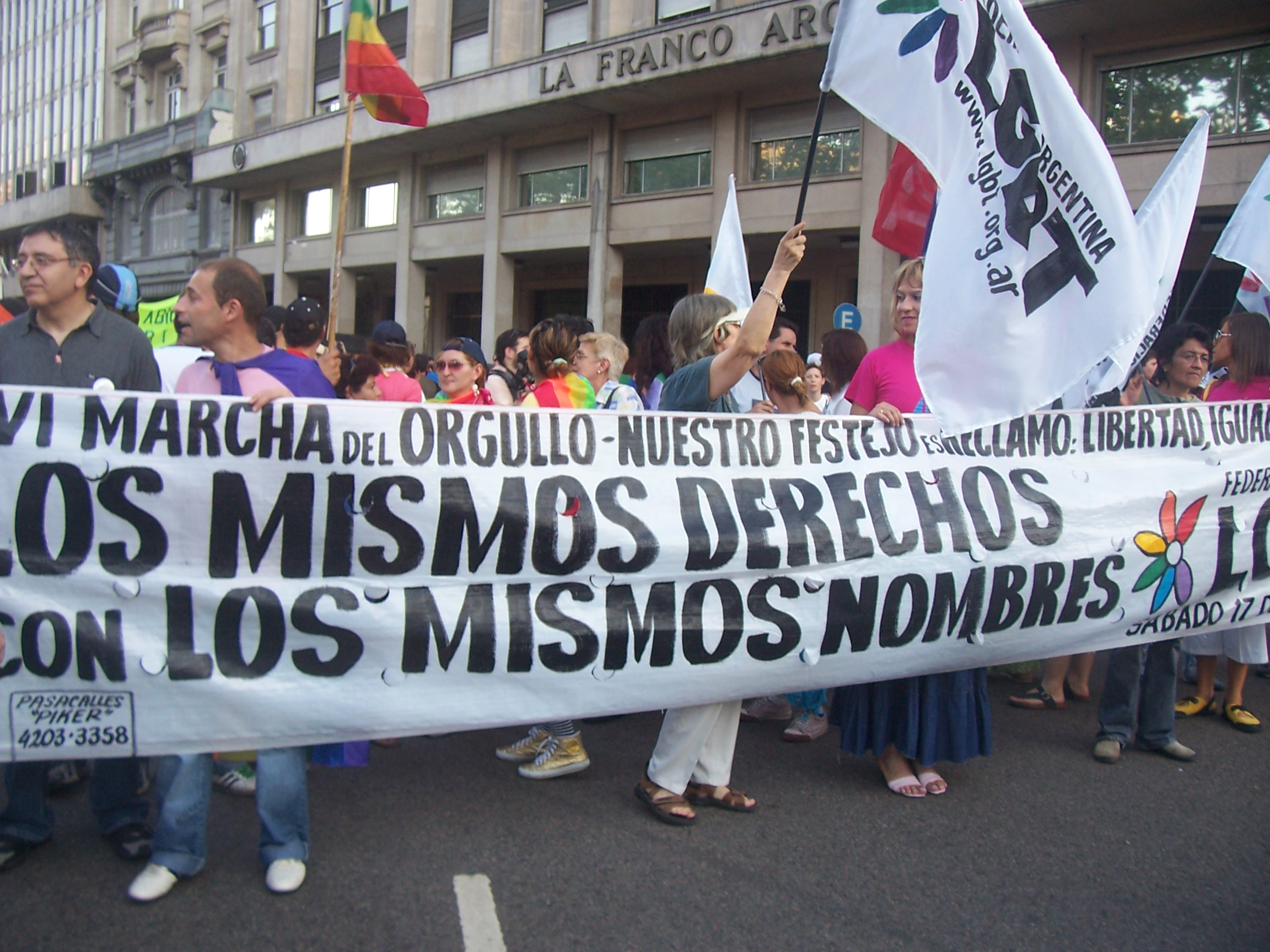
Pride del 2007 a Buenos Aires organizzato dalla Federazione Argentina delle persone LGBT con la sigla LGBT visibile nella bandiera del gruppo (in alto a destra nell'immagine)

Esistono molte varianti, tra cui variazioni che cambiano l'ordine delle lettere, tra cui: LGBT, GLBT o LGBT+ sono i termini più comuni, le lettere indicano alcune delle componenti della sessualità e anche il genere sono indicati in (diversi) spettri di sessualità. Quando non inclusivo delle persone transessuali, è talvolta ridotto a LGB. LGBT può talvolta includere un'ulteriore "Q" per queer oppure questioning, "in dubbio" (a volte abbreviato con un punto interrogativo, usato anche per indicare una persona non direttamente identificabile con L, G, B o T), dando origine alle varianti "LGBTQ" e "LGBTQQ". Nel Regno Unito, è talvolta stilizzato come LGB&T, mentre il Partito Verde di Inghilterra e Galles usa il termine LGBTIQ+ nei suoi manifesti e nelle sue pubblicazioni ufficiali.
Non esiste uno standard per l'ordine delle lettere; oltre alle variazioni della posizione delle lettere "L" o "G", le altre lettere menzionate e meno comuni possono apparire in qualsiasi ordine. Le molte iniziali legate alle persone LGBTQ sono state talvolta indicate come alphabet soup ("zuppa alfabetica"). La variazione dell'ordine dei termini non rappresenta tipicamente una differenza politica all'interno della comunità, ma nasce semplicemente dalle preferenze dei gruppi e individuali.
I termini "pansessuale" e "omnisessuale"  sono considerati cadenti sotto il termine generico "bisessuale" (e quindi sono considerati parte della comunità bisessuale). Allo stesso modo, i termini "transessuale" e "intersessuale" sono considerati come parte del termine generale transgender, sebbene molte persone transessuali e intersessuali non siano d'accordo su questo punto. Alcune persone intersessuali preferiscono la sigla LGBTI, mentre altri insistono che non sono parte della comunità LGBT e non vorrebbero essere inclusi come parte nel termine LGBT.
In Australia, dove il termine LGBTI è usato con sempre maggiore frequenza, e organizzazioni rappresentanti gli interessi fra le comunità hanno una storia di collaborazione includendo anche la National LGBTI Health Alliance, la legislazione contro le discriminazioni riconosce che l'intersessualità è un attributo biologico distinto sia dall'identità di genere che dall'orientamento sessuale.
Alcuni possono anche aggiungere una "P" per "poliamorosa", un "H" per "HIV-affetto per l'HIV", o un "O" per "altro" (da other in inglese), LGBTIH Ha visto l'uso in India per comprendere l'identità di terzo genere hijra e la relativa sottocultura.
L'inclusione di alleati etero nell'acronimo LGBT si è rivelata controversa poiché molti alleati etero sono stati accusati di utilizzare la difesa LGBT per guadagnare popolarità e status negli ultimi anni e vari attivisti LGBT hanno criticato la visione del mondo eteronormativa di alcuni alleati eterosessuali.
In Canada, la comunità è a volte identificata come LGBTQ2 (Lesbico, gay, bisessuale, transgender, queer e due spiriti). A seconda di quale organizzazione sta utilizzando l'acronimo la scelta di modifiche dell'acronimo. Le aziende e il CBC spesso impiegano semplicemente LGBT come proxy per qualsiasi acronimo più a lungo, gruppi di attivisti privati spesso impiegano LGBTQ +, gli operatori della sanità pubblica preferiscono il più inclusivo LGBT2Q + per accogliere le popolazioni spirituali indigene. Per un certo periodo l'organizzazione Pride Toronto ha usato l'acronimo molto più lungo Testi di LGBTTIQQ2SA, ma sembra aver abbandonato questo a favore di una formulazione più semplice.
SGL (same gender loving cioè "amore per lo stesso sesso") è talvolta favorito fra i membri della comunità afroamericana come un modo per distinguersi da quelle che considerano le comunità LGBT dominate dai bianchi.

### Inclusione di Transgender
Il termine trans * è stato adottato da alcuni gruppi come alternativa più inclusiva al "transgender", in cui trans (senza asterisco) è stato usato per descrivere uomini trans e donne trans, mentre trans * copre tutte le identità non disgender (genderqueer), tra cui incluse transgender, transsessule, transvestit*, genderqueer, genderfluid, non-binary, genderfuck, genderless, agender, non-gendered, terzo genere, two-spirit, bigender, e uomo trans (ftm) e donna trans (mtf).
Il rapporto sessuale rientra comunemente nel termine ombrello transgender, ma alcune persone transessuali si oppongono a questo.

### Inclusione degli intersessuali
Coloro che aggiungono persone intersessuali a gruppi o organizzazioni LGBT possono usare l'acronimo esteso LGBTI, o LGBTIQ.
La relazione tra il sesso con lesbiche, gay, bisessuale e trans e le comunità queer è complessa, ma le persone intersessuali sono spesso aggiunte alla categoria LGBT per creare una comunità LGBTI. Alcune persone intersessuali preferiscono l'inizialelismo LGBTI, mentre altri preferiscono che non siano incluse come parte del termine. L'organizzazione Intersex International Australia afferma che alcuni individui intersessuali sono attratti dallo stesso sesso, e alcuni sono eterosessuali, ma "l'attivismo LGBTI ha combattuto per i diritti delle persone che non rientrano nel sesso binario previsto e dalle norme di genere".

## Termini alternativi

### Queer
Molti hanno espresso il desiderio di disporre di un termine ombrello che potesse sostituire gli attuali acronimi. Il termine "queer" ha acquisito popolarità nel XXI secolo come termine ombrello per le minoranze sessuali e di genere. Rimane tuttavia controverso, in particolare tra le persone LGBT più anziane, che lo considerano offensivo a causa del suo uso storico come insulto, così come tra chi desidera dissociarsi dal radicalismo queer, e tra coloro che lo ritengono amorfo e alla moda. Alcuni giovani, invece, ritengono che "queer" sia un termine politicamente più carico e potente rispetto a "LGBT". In uno studio statunitense del 2018, circa 1 persona su 5 della comunità LGBTQ si identificava come "queer".